# Aeolarcha eophthalma
Aeolarcha eophthalma är en fjärilsart som beskrevs av Edward Meyrick 1931. Aeolarcha eophthalma ingår i släktet Aeolarcha och familjen plattmalar. Inga underarter finns listade i Catalogue of Life.